# Плохие девчонки (книга)
«Плохие девчонки» — детский роман английской писательницей Жаклин Уилсон и иллюстрированный Ником Шарраттом. Книга повествует о десятилетней девочке по имени Мэнди, над которой издеваются три девочки по имени Ким, Сара и Мелани. Позже она начинает дружить со своенравной девочкой-подростком по имени Таня, которая находится в приёмной семье и борется со своими личными демонами. Роман впервые вышел в свет в 1996 году.

## Содержание
10-летняя Мэнди Уайт — одинокая девочка, которой неловко из-за того, что ее мать постоянно обращается с ней как с пятилетней и заставляет ее заплетать волосы в девчачьи косички, которые Мэнди ненавидит. Из-за всего этого Мэнди нещадно мучают в школе трое одноклассниц: Ким, Мелани и Сара. После инцидента, когда ее чуть не сбил автобус, когда она переходила дорогу, чтобы избежать хулиганов, её не пускают в школу и она встречает Таню, живую 14-летнюю девочку, которая воспитывается в приёмной семье.
Несмотря на неодобрение со стороны матери Мэнди, девочки быстро становятся друзьями. Они мечтают о будущем, в котором они будут взрослыми и независимыми, свободными от семей и приемных семей, смогут жить вместе и переживать фантастические приключения.
Отец Мэнди, в отличие от матери, считает свою дочь хорошей девочкой и берет обеих девочек с собой плавать. Мэнди пугается, когда узнает, что Таня часто ворует в магазинах, но решает ничего не говорить на случай, если им запретят навещать друг друга. 
Однажды летом Таня и Мэнди были пойманы полицией, когда Таня совершила очередную кражу в магазине элитной одежды. Мать Мэнди сначала злится, но понимает, что была слишком строгой с ней, и позволяет ей надеть новые очки и изменить прическу, чтобы она не выглядела такой детской.
У Мэнди также появляется новый друг в лице Артура Кинга, застенчивого мальчика из ее класса, одержимого фантастическими историями. Она очень скучает по Тане, которую отдали в новый приемный дом, когда обнаружились ее предыдущие судимости. В новый год Мэнди в школе новый учитель проводит с детьми кружок, и они рассказывают о реальных последствиях издевательств. Несмотря на то, что Мэнди опасается, что после сеанса ситуация ухудшится, все оказывается в порядке. После этого Ким оставляет Мэнди одну, и Мелани, которая в прошлом была подругой Мэнди, но подружилась с Ким и Сарой, снова подружилась с ней после того, как она и Сара бросили Ким как друга.
Роман заканчивается на счастливой ноте, поскольку Таня (у которой дислексия и она ненавидит писать) с большим трудом написала письмо Мэнди, уверяя ее, что они навсегда останутся лучшими друзьями и однажды смогут снова увидеть друг друга.